# Монте (Бриндизи)
Монте (итал. Monte) је насеље у Италији у округу Бриндизи, региону Апулија.
Према процени из 2011. у насељу је живело 22 становника. Насеље се налази на надморској висини од 349 м.